# قانون‌شکنان بیتاون
قانون‌شکنان بِیتاون (به انگلیسی: The Baytown Outlaws) یک فیلم کمدی اکشن محصول سال ۲۰۱۲ آمریکا است.

## بازیگران
- آندره بروگر در نقش کلانتر هنری میلارد
- کلین کرافورد در نقش بریک اودی
- دنیل کادمور در نقش لینکن اودی
- تراویس فیمل در نقش مک کویین اودی
- اوا لونگوریا در نقش سلست مارتین
- پل وسلی در نقش آنتونی ریس
- بیلی باب تورنتون در نقش کارلوس لیمن
- توماس سنگستر در نقش راب
- زویی بل در نقش رز
- سریندا سوان در نقش جِز
- آردن چو در نقش انجل
- برآ گرانت در نقش مونا
- اگنس بروکنر در نقش لوکی
- جیمز دومانت در نقش مأمور ویژه سیمونز
- ناتالی مارتینز در نقش آریانا

## آهنگ‌ها
فهرست آهنگ:
1. قانون شکنان بیتاون (۰۳:۵۸)
2. شکر آلو تفاله (۰۲:۵۴)
3. لانگوریوسو (۰۳:۱۱)
4. هنگامی که دلت یک گیتار می‌خواهد (۰۳:۱۶)
5. دو تپانچه بزرگ (۰۵:۴۲)
6. او جزیره نیمپوی درخشان من است. (۰۴:۱۴)
7. روشن کننده چشم (۰۲:۱۰)
8. سرود بیلی باب (۰۴:۰۵)
9. مرا در زمین سرد بخوابان (۰۳:۴۲)
10. باب-A، در حقیقت بیب (۰۳:۱۰)
11. انبه فاندانگو (۰۴:۲۷)
12. شرلی مجنون (۰۳:۳۰)
13. رومئو و ژولیت، قرمز و سیاه (۰۳:۰۵)